# Strangford Lough

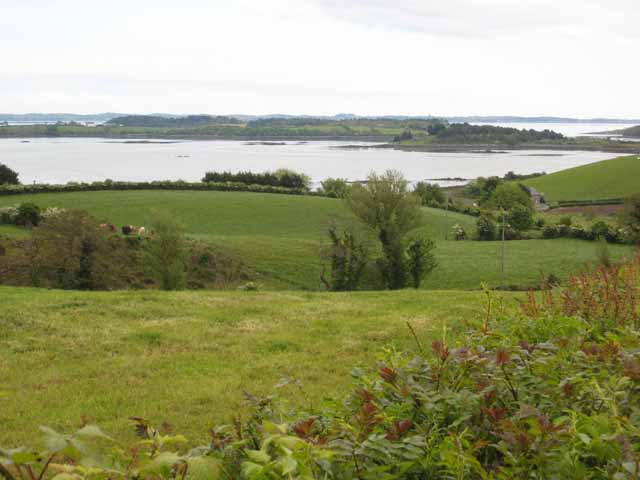
Gezicht op Strangford Lough

Strangford Lough (Iers: Loch Cuan) is een inham (sea loch) van de Ierse Zee in het noordoosten van Ierland. Het is de grootste inham van de Britse Eilanden, met een oppervlakte van 150 km². Het hoofdlichaam van de inham bevat minstens zeventig eilanden. Daarnaast omvat het vele kleine eilandjes, baaien, landtongen, wadden en het estuarium van de Quoile. Het is bijna volledig ingesloten door het Ards-schiereiland en is verbonden met de Ierse Zee door een lang smal kanaal aan de zuidoostelijke rand.
Het schiereiland en de aanpalende kustlijn van Strangford Lough vormde voor 2015 een apart district genaamd Ards. Sindsdien vormt Strangford Lough de grens tussen de districten Ards and North Down en Newry, Mourne and Down in het zuidwesten en zuiden. Het wateroppervlak is gelegen in het historische County of Down, in het oosten van Noord-Ierland.
Strangford Lough werd aangewezen als de eerste Marine Conservation Zone (MCZ) van Noord-Ierland na de introductie van de Marine Act van Noord-Ierland in 2013. Het is ook aangewezen als een speciale beschermingszone onder de EU Habitatrichtlijn en de overvloedige flora en fauna wordt internationaal erkend voor het belang ervan. Het Verenigd Koninkrijk voegde Strangford Lough ook toe aan de nationale National Landscape-lijst.
Strangford Lough is een populaire toeristische bestemming die bekend staat om zijn vismogelijkheden en landschappen. Plaatsen en dorpen rond de lough omvatten Killyleagh, Comber, Newtownards, Portaferry en Strangford. De laatste twee liggen langs beide oevers van het smalle kanaal dat de inham verbindt met de Ierse Zee en zijn verbonden door een autoveerboot. De veerdienst Portaferry-Strangford is al bijna vier eeuwen actief. De alternatieve wegreis is 76 km lang en duurt tegenwoordig per auto ongeveer anderhalf uur, terwijl de veerboot de 1,1 km in 8 minuten doet. De gesubsidieerde openbare dienst vervoert zowel passagiers als voertuigen en werkt met een verlies van meer dan £ 1 miljoen per jaar, maar wordt beschouwd als een belangrijke vervoersverbinding met het Ards-schiereiland.
Het kanaal zou in Latijn vermeld geweest zijn als fretum Brene. De huidige naam zou terugwijzen naar het Oudnoordse Strangr Fjörðr, wat "sterke zee-inlaat" betekent. Het gebied werd door de Vikingen verkend. De plaats Strangford heeft zijn naam van de inham gekregen. In de middeleeuwse en vroeg-moderne periode was Strangford Lough in het Iers bekend als Loch Cuan, wat 'zeearm van baaien / paradijzen' betekent.

## Getijdenenergie

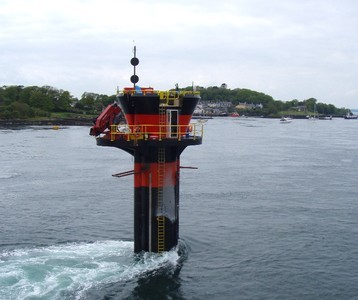
SeaGen

In 2007 werd Strangford Lough de thuisbasis van de eerste Britse commerciële getijdenstroomcentrale, SeaGen. Deez generator van 1,2 megawatt voor getijdenenergie onder water maakte deel uit van het Environment and Renewable Energy Fund van Noord-Ierland, en benut de snelle getijstroom van en naar de Lough die tot 4 m/s kan zijn. Hoewel de generator krachtig genoeg is om meer dan duizend huizen van stroom te voorzien, had de turbine een minimale impact op het milieu, omdat deze bijna volledig ondergedompeld was en de rotoren langzaam genoeg draaiden om geen gevaar voor wilde dieren te vormen. SeaGen werd in 2017 ontkoppeld en uit de kanaalvormige zeestraat verwijderd.
Sinds juni 2008 wordt een apparaat is een deels verzonken zwevende getijdenturbine genaamd Evopod getest in Strangford Lough nabij de veerhaven van Portaferry. Het is een prototype op 1/10 schaal en wordt getest door de Queen's University of Belfast. Het is verankerd aan de zeebodem via een op een boei gemonteerde wartel, zodat het altijd de optimale koers in de richting van de getijstroom behoudt. Het kleine prototype is niet met het stroomnet verbonden en verdrijft de kleine hoeveelheid energie die het genereert als warmte in de zee. Malik Priestley (de ontwerper van SeaGen) gelooft dat "getijdenenergie duurzame hoeveelheden groene, hernieuwbare energie zal leveren en geen bedreiging vormt voor de omringende natuur".